# Izvoarele Carașului
Izvoarele Carașului alcătuiesc o arie protejată de interes național ce corespunde categoriei a IV-a IUCN (rezervație naturală de tip mixt), situată în Banat, pe teritoriul județului Caraș-Severin.

## Localizare
Aria naturală se află în Munții Aninei (grupare montană ce aparține Munților Banatului), în partea centrală a județului Caraș-Severin, pe teritoriul administrativ estic al orașului Anina.

## Descriere
Rezervația naturală a fost declarată arie protejată prin Legea Nr.5 din 6 martie 2000 (privind aprobarea Planului de amenajare a teritoriului național - Secțiunea a III-a - zone protejate) și se întinde pe o suprafață de 578 ha. Aceasta este inclusă în Parcul Național Semenic - Cheile Carașului, parc natural aflat pe suprafața teritorială a sitului de importanță comunitară Cheile Nerei - Beușnița.
Aria naturală prezină un relief carstic cu micașisturi și calcare;  grohotișuri, peșteri, avene, doline, lapiezuri, ponoare, izbucuri, izvoare, văi (râul Cerna cu afluenții: Valea Lupului, Valea Rusului, Valea Sorchi, Valea Sterneac), abrupturi cu pereți calcaroși, poiene, pajiști și păduri; cu floră și faună specifică lanțului carpatic al Occidentalilor. 

## Biodiversitate
Rezervația naturală fost înființată în scopul protejării biodiversității și menținerii într-o stare de conservare favorabilă a florei și faunei sălbatice aflate în sud-vestul țării, în Munții Banatului.

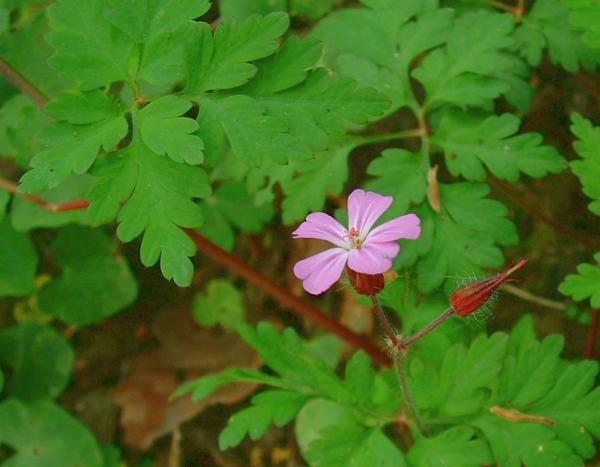
Năpraznică (Geranium robertianum)

Flora rezervației este constituită din arboret de fag (Fagus sylvatica), molid (Picea abies), carpen (Carpinus betulus), tei (Tilia), frasin (Fraxinus); arbusti de scumpie (Cotinus coggygria), ghimpe (Ruscus aculeatus), mojdrean (Fraxinus ornus), cărpiniță (Carpinus orientalis), tulichină (Daphne mezereum), soc roșu (Sambucum racemosa), caprifoi (Linocera xylosteum).
La nivelul ierburilor sunt întâlnite mai multe rarități floristice; printre care:rubus (Rubus hirtus), mierea ursului cunoscută și sub denumirea de  crucișor (Pulmonaria rubra),  vinariță (Asperula odorata), brei (Mercurialis perenis), năpraznică (Geranium robertianum).
Fauna este reprezentată de o gamă diversă de mamifere, păsări, reptile și amfibieni; dintre care unele protejate la nivel european sau aflate pe lista roșie a IUCN.
Specii de mamifere: urs brun (Ursus arctos), cerb (Cervus elaphus), lup (Canis lupus), vulpe (Vulpes vulpes crucigera), căprioară (Capriolus capriolus), mistreț (Sus scrofa), râs eurasiatic (Lynx lynx), pisică sălbatică (Felis silvestris silvestris), veveriță (Sciurus carolinensis).

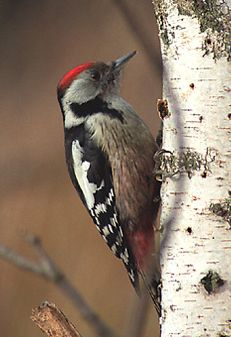
Ciocănitoare de stejar (Dendrocopos medius)

Păsări protejate (enumerate în anexa I-a a Directivei Consiliului European 147/CE din 30 noiembrie 2009, privind conservarea păsărilor sălbatice) semnalate în arealul parcului: acvilă (Aquila pomarina), acvila de munte (Aquila chrysaetos), cocoșul de mesteacăn (Bonasa bonasia), caprimulg (Caprimulgus europaeus), șerpar (Circaetus gallicus), corb (Corvus corax), striga (Tyto alba), huhurezul mic (Strix aluco), cojoaica de pădure (Certhia familiaris), ieruncă (Tetrastes bonasia), șorecarul comun (Buteo buteo) ciocănitoarea de stejar (Dendrocopos medius), presură de grădină (Emberiza hortulana), șoim călător (Falco peregrinus), muscar (Ficedula parva), muscar-gulerat (Ficedula albicollis), sfrâncioc roșiatic (Lanius collurio), viespar (Pernis apivorus), ciocârlie-de-pădure (Lullula arborea), pițigoiul sur (Parus palustris), pițigoiul de munte (Parus montanus).
Reptile și amfibieni: șarpele de alun (Coronella austriaca), gușter (Lacerta viridis), șopârla de ziduri (Podarcis muralis), șopârla de munte (Lacerta vivipara), vipră (Vipera berus), ivorașul-cu-burta-galbenă (Bombina variegata), tritonul de munte (Triturus alpestris), broască râioasă verde (Bufo viridis), broasca roșie de munte (Rana temporaria), broasca mare de lac (Rana ridibunda).

## Căi de acces
- Din orașul Anina se merge (marcaj triunghi albastru) pe drumul înspre Lacul Mărghitaș - cantonul Mărghitaș - cantonul silvic Cârneala, iar după 3 km. de coborâre pe o vale, se ajunge la confluența acesteia cu râul Caraș[15].

## Monumente și atracții turistice
În vecinătatea ariei naturale se află câteva obiective de interes istoric, cultural și turistic; astfel:
- Biserică romano-catolică (str. Drum Nou 1)[16], construcție 1786, monument istoric.
- Biserică romano-catolică „Presfânta Inimă a lui Isus”, construcție 1901, monument istoric.
- Sanatoriul Somerfrische (ruine) din cartierul Steierdorf, construcție 1893 - 1895, monument istoric.
- Calea ferată Oravița-Anina - prima cale ferată montană de pe cuprinsul României, dată în funcțiune în 1863, numită și Semmeringul Bănățean (după o cale ferată din Austria.
- Ariile protejate: Parcul Național Semenic - Cheile Carașului, Buhui - Mărghitaș, Cheile Gârliștei, Peștera Buhui, Izvorul Bigăr.